# Jan van Beers
Jan van Beers (Antwerpen, 1821. február 22. – 1888. november 14.) flamand költő. Általában idősebb van Beersként említik megkülönböztetendő fiától, Jan van Beerstől, aki ismert festő lett.

## Életrajza
Alapvetően holland költő volt, bár politikai tekintetben belga. Ugyanazon a nyelven fejezte ki gondolatait, mint bármelyik észak-holland író. Versei talán több kiadást éltek meg Hollandiában, mint Belgiumban.
Van Beers holland nyelv és irodalom tanárként kezdte pályáját. Kezdetben Mechelenben tanított, majd az Athenaeumban, Antwerpenben egyetemi tanárként folytatta. Itt alkönyvtáros is volt a közösségi könyvtárban. Van Beers mint tanár még a flamand mozgalom kezdetén Hendrik Conscience, Jan Frans Willems és mások nyomdokaiba lépett. Megszerkesztette a Holland Nyelvtant (1852) – ennek bővített kiadása még mindig érvényes –, valamint egy válogatáskötetet holland szerzők műveiből. Mindkettő olyan jelentőségteljes mű, hogy a belga kormány döntésére máig az állami iskolák szöveggyűjteményeként funkcionál.
Van Beers tankönyvei és történelmi versei, aminek talán legfontosabb darabja a Jakob Van Maerlant (Amsterdam 1860) nagyban segítették a flamand felkelés céljait, mégis mint ballada- és dalszövegíróként a legismertebb. Jongelings droomen („Egy ifjú álmai”) először Antwerpenben, majd Amszterdamban jelent meg 1853-ban. Ezeket a verseket követte a Levensbeelden („Életképek”, Amszterdam, 1858). Megjelent Gentben majd Rotterdamban is, 1883-ban.
A következő évben jelent meg költeményeinek különkiadása ifj. Jan van Beers tollrajzaival, és összegyűjtött verseinek egy népszerű kiadása Gentben (1873), illetve Rotterdamban (1884). A legismertebbek: De Blinde („A vak”), De Zieke Jongeling („Fiatal és halálraítélt”), Bij 't Kerkportaal („A templomtéren”). Van Beers költészete hévvel és pátosszal telt. Egyszerűségében hatásos stílusa Henry Wadsworth Longfellowhoz hasonlítható.

## Bibliográfia
- Jongelingsdromen (1853)
- De blinde (1854)
- Blik door ene venster (1855)
- Lijkkrans voor Tollens (1856)
- Levensbeelden (1858)
- Jacob Van Maerlant (1860)
- Gevoel en leven (1869)
- Peter Benoit. De oorlog (1873)
- Het hoofdgebrek van ons middelbaar onderwijs (1879)
- Rijzende blaren (1884)
- Gedichten (1921)